# Cyclosorus sinodentatus
Cyclosorus sinodentatus är en kärrbräkenväxtart som beskrevs av Ren-Chang Ching och Z.Y.Liu. Cyclosorus sinodentatus ingår i släktet Cyclosorus och familjen Thelypteridaceae. Inga underarter finns listade.